# 6864 Starkenburg
6864 Starkenburg este un asteroid din centura principală de asteroizi.

## Descriere
6864 Starkenburg este un asteroid din centura principală de asteroizi. A fost descoperit pe 12 septembrie 1991 la Tautenburg de Freimut Börngen și Lutz Dieter Schmadel. Asteroidul prezintă o orbită caracterizată de o semiaxă mare de 2,27 ua, o excentricitate de 0,10 și o înclinație de 2,8° în raport cu ecliptica.